# Brackets
Brackets je open-source textový editor zaměřený na vytváření webových stránek, který slouží k editaci HTML, CSS a Javascriptu. Byl vytvořen společností Adobe Systems a je šířen pod MIT licencí. Brackets je dostupný pro platformy Mac, Windows a Linux.
První verze Brackets vyšla 4. listopadu 2014. Tato verze představila nové funkce. Například použití klávesových zkratek při vývoji, které usnadňují editaci kaskádových stylů nebo automatickou nápovědu při psaní známých tagů či javascriptových funkcí.

## Funkce
Brackets obsahuje řadu užitečných funkcí:
- Rychlou editaci
- Rychlý přístup ke zdrojovým souborům
- Live Preview
- JSLint
- Podporu LESS

- Rozšiřitelnost o další doplňky